# Amon Ethir
Amon Ethir is een heuvel in de fictieve wereld Midden-aarde van schrijver J.R.R. Tolkien. Hij werd opgeworpen door het volk van Finrod om de omgeving in de gaten te houden en zo ook Nargothrond te beschermen. De heuvel lag niet ver ten oosten van de deuren van Nargothrond en keek uit over de rivier Narog.
Amon Ethir betekent 'spionnenheuvel' in het Sindarijns, een verwijzing naar de functie die hij had voor de Elfen.
Na de vernietiging van Nargothrond kwam Nienor, de zus van Túrin Turambar, op deze heuvel Glaurung de draak tegen. Deze had de omgeving met mist en drakengeur bedwelmd waardoor alleen Amon Ethir er nog bovenuit stak. Glaurung betoverde Nienor en zodoende verloor zij haar geheugen.